# 코요테 리눅스
코요테 리눅스는 상업적인 하드웨어를 사용하는 운영 체제와 방화벽 또는 라우터에 필요한 프로그램을 포함한 소형 리눅스 배포판이다. 코요테 리눅스는 여러 대의 로컬 네트워크 컴퓨터를 하나의 IP로 연결하는 NAT으로 인터넷 연결 공유를 쉽게 할 수 있다. 이 프로젝트는 1998년에 최초로 광대역 접속 시스템을 위한 리눅스 기반의 방화벽 시스템을 만드는 아주 간단한 방법을 제공하기 시작했다. 코요테 리눅스 초기 버전은 방화벽용 시동 디스크를 위한 마이크로소프트 윈도우, 리눅스 셸 스크립트로 되어있다.
2005년 10월, 코요테 리눅스는 저용량의 하드 디스크 또는 플래시 드라이브를 사용하는 1.44메가 플로피 기반으로 변경되었다. 이번에 수정한 부분은 원래 플로피 기반 버전을 프로젝트 "BrazilFW 방화벽 및 라우터"에 이식한 것이다.